# Nepalomyia zhouzhiensis
Nepalomyia zhouzhiensis är en tvåvingeart som först beskrevs av Yang och Saigusa 2001.  Nepalomyia zhouzhiensis ingår i släktet Nepalomyia och familjen styltflugor. Inga underarter finns listade i Catalogue of Life.